# Into asylum
«Into Asylum» es el vigésimo primer episodio de la tercera temporada de la serie de televisión, Héroes y el octavo episodio del volumen 4: Fugitivos.

## Argumento
Claire y Nathan aterrizan en México. Una vez allí, ambos intentan hospedarse en un hotel pero su dinero es escaso, así que ambos procuran reunirlo. Por un lado, Claire reúne una considerable cantidad, mientras que a Nathan se le ocurre la idea de ganar más dinero en una apuesta con un grupo de jóvenes mexicanos: aquel que beba más tequila y permanezca en pie será el ganador. Nathan tranquiliza a Claire asegurando que no es la primera vez que hace algo así. El concurso comienza y los participantes van cayendo sucesivamente, hasta que solo Nathan y un joven llamado Sligo quedan en pie. Finalmente, Nathan cae también ebrio. Justo cuando Sligo se encuentra a punto de reclamar su premio, Claire interviene y decide competir por el dinero y el reloj de Nathan, que introduce en la apuesta para persuadir a Sligo de seguir compitiendo. Las horas pasan y Claire, a pesar de continuar bebiendo, no muestra estar ebria en ningún momento, Sligo cae agotado, Claire toma el dinero y despierta a Nathan.
Más tarde, en su apartamento, Nathan le comenta a Claire que "tirará la toalla". Sin embargo ella le dice que toda su vida anheló conocer a su padre biológico y admite su admiración por Nathan. Abandona el apartamento y se marcha, al día siguiente es alcanzada por Nathan, vestido en traje y sin su reloj, pero sí con la cadena de Claire; él entonces pregunta si ella desea que la lleve a algún lugar y Claire sonríe. 
Angela en compañía de Peter llegan a una iglesia en Maracaibo para refugiarse. Una vez dentro, Angela le explica a Peter que necesita dormir para saber que es lo que deben hacer ahora. Ella entonces comienza a orar pero Peter aún se mantiene escéptico sobre lo que pueda suceder, el tiempo transcurre y los agentes entran en la iglesia buscando al par. Ellos se esconden, y Angela comienza a explicarle a Peter que antes ella quería ser maestra, pero que cuando su poder se manifestó comenzó a ver futuros sangrientos y catastróficos; de manera que eso la obligó a manipular y engañar a los demás por su propio bien. Un agente la encuentra, Noah, sin embargo, fingiendo no haber hallado nada se marcha. Más tarde Angela le dice a Peter que ha podido dormir y ya sabe lo que deben hacer. Entonces ella le explica que primero deben encontrar a Nathan y a Claire y más tarde irán a ver a su hermana. 
Danko se ha apoderado por completo de la operación de Nathan; sin embargo él ve con mucha desesperación que sus agentes sean asesinados por un humano evolucionado que se burla de él y su gente. Noah entonces le sugiere que sea más específico cuando se trata del poder del individuo, sin embargo Danko no le presta mucha atención y se dirige a su auto. Allí él recibe la visita de nada más y nada menos que de Sylar. El asesino comienza a explicarle que él podría llegar a ayudarlo si así lo desea; Danko saca su arma solo para descubrir a Sylar que viene e intenta matar a Martin, pero Danko persuade de matarlo sin abrirle la cabeza. Él accede, más tarde cuando Noah llega al club ve asombrado lo que parece ser Sylar muerto; una mujer recoge el cuerpo y lo mete en una camioneta donde esta Danko. Una vez adentro, la mujer se transforma en Sylar.